# Dinumma bipunctata
Dinumma bipunctata là một loài bướm đêm trong họ Noctuidae.